# Overbetuwe
Overbetuwe  è una municipalità dei Paesi Bassi di 45 546 abitanti situata nella provincia della Gheldria.
Ufficialmente istituita il 1º gennaio 2001, è consistente del territorio delle ex municipalità di Elst, Heteren e Valburg, le quali hanno cessato di esistere lo stesso giorno.

## Suddivisioni
- Andelst
- Driel
- Elst (capoluogo)
- Hemmen
- Herveld
- Heteren
- Homoet
- Loenen
- Oosterhout
- Randwijk
- Slijk-Ewijk
- Valburg
- Zetten